# Luke (gmina Pale)
Luke (cyr. Луке) – wieś w Bośni i Hercegowinie, w Republice Serbskiej, w mieście Sarajewo Wschodnie, w gminie Pale. W 2013 roku liczyła 13 mieszkańców.